# Handboll vid olympiska sommarspelen 1984
Handbollsturneringen vid Olympiska sommarspelen 1984 avgjordes i Los Angeles.

## Medaljfördelning
| Gren                            | Guld | Silver | Brons |
| Damernas turnering Detaljer...  | Jugoslavien Jasna Ptujec Zorica Pavićević Ljubinka Janković Svetlana Anastasovski Svetlana Kitić-Dašić Emilija Erčić Alenka Cuderman Svetlana Mugoša-Antit Mirjana Đurica Biserka Višnjić Slavica Đukić Jasna Merdan-Kolar Mirjana Ognjenović Ljiljana Mugoša Dragica Đurić | Sydkorea Kim Kyung-soon Lee Soon-ei Jeong Hyoi-soon Kim Mi-sook Han Hwa-soo Kim Ok-hwa Kim Choon-rye Jeong Soon-bok Yoon Byung-soon Lee Young-ja Sung Kyung-hwa Yoon Soo-kyung Son Mi-ha                                        | Kina Wu Xingjiang He Jianping Zhu Juefeng Zhang Weihong Gao Xiumin Wang Linwei Liu Liping Sun Xiulan Liu Yumei Li Lan Wang Mingxing Chen Zhen Zhang Peijun                                                 |
| Herrarnas turnering Detaljer... | Jugoslavien Zlatan Arnautović Momir Rnić Veselin Vuković Milan Kalina Jovica Elezović Zdravko Zovko Pavle Jurina Veselin Vujović Slobodan Kuzmanovski Mirko Bašić Zdravko Rađenović Mile Isaković Dragan Mladenović Branko Štrbac                                           | Västtyskland Andreas Thiel Arnulf Meffle Rüdiger Neitzel Martin Schwalb Dirk Rauin Michael Paul Thomas Happe Erhard Wunderlich Thomas Springel Klaus Wöller Jochen Fraatz Ulrich Roth Michael Roth Uwe Schwenker Siegfried Roch | Rumänien Maricel Voinea Vasile Stîngă Gheorghe Covaciu Cornel Durău Alexandru Fölker Vasile Oprea Mircea Bedevan Dumitru Berbece George Drăgescu Adrian Simion Nicolae Munteanu Marian Dumitru Iosif Boroș |

## Grupper

### Herrar
Herrarnas turnering innehöll tolv lag i två grupper.
| Grupp A: - Jugoslavien - Rumänien - Island - Schweiz - Algeriet - Japan | Grupp B: - Västtyskland - Sverige - Danmark - Spanien - USA - Sydkorea |

### Damer
Damernas turnering innehöll sex lag i en grupp.